# Estación de Calatayud-Ribota

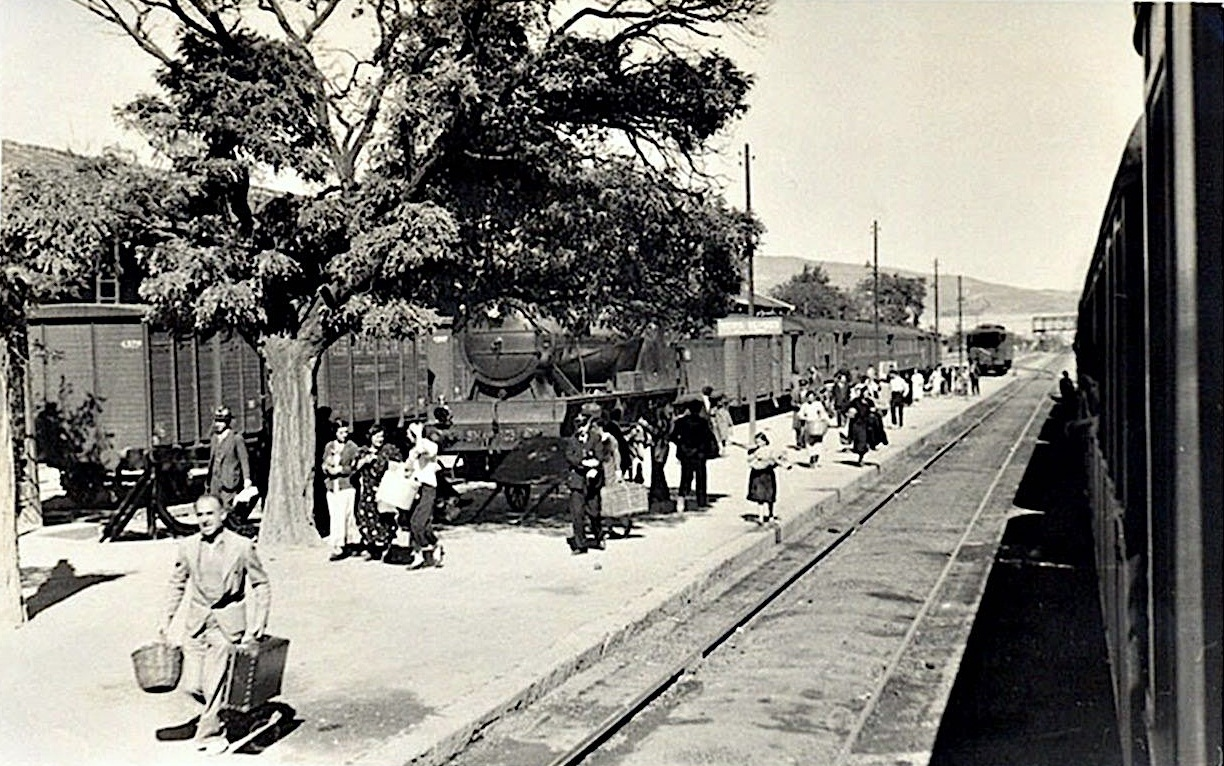
Un tren correo detenido en la estación en los años 1930.

Calatayud-Ribota fue una estación de ferrocarril que existió en la ciudad española de Calatayud, en la provincia de Zaragoza. Constituía la cabecera del nunca acabado ferrocarril Santander-Mediterráneo. En la actualidad no se conservan las instalaciones.

## Historia
La estación fue establecida a finales de la década de 1920 por la Compañía del Ferrocarril Santander-Mediterráneo, con motivo de la construcción de la línea férrea homónima. Coexistía con la estación de Calatayud-Jalón, la cual se encontraba situada justo al lado y pertenecía a la compañía MZA. La estación de Calatayud-Ribota estaba dedicada al tráfico de mercancías y servicios logísticos, careciendo de un edificio de viajeros (los servicios de viajeros se realizaban a través de la estación de MZA). En las cercanías también se encontraba la estación de Calatayud-Jiloca, a través de la cual se enlazaba con la línea Calatayud-Valencia. En 1941, con la nacionalización del ferrocarril de ancho ibérico y la creación de RENFE, las instalaciones ferroviarias pasaron a ser gestionadas por esta. El ferrocarril Santander-Mediterráneo nunca fue finalizado y sería clausurado en 1985. En la actualidad la estación del Santander-Mediterráneo se encuentra desaparecida.